# Honbetsu
Honbetsu (本別町?) è una cittadina giapponese della prefettura di Hokkaidō.